# ابتهال سالم
ابتهال سالم (1949 - 15 أغسطس 2015) هي قاصة وروائية ومترجمة مصرية. ولدت في الجيزة، ودرست علم النفس في كلية آداب جامعة عين شمس، حيث حصلت على درجة الليسانس سنة 1974. تعد من جيل الكاتبات سلوى بكر وسحر توفيق وسهام بيومي.

## من أعمالها

### أعمال قصصية وروائية
- يوم عادى جدًا (مجموعة قصصية) الهيئة العامة لقصور الثقافة، 2009.
- السماء لا تمطر أحبة (رواية) دار فكرة للنشر والتوزيع، 2008.
- صندوق صغير في القلب (رواية): الهيئة المصرية العامة للكتاب، 2004.
- نوافذ زرقاء (رواية): الهيئة المصرية العامة للكتاب، 2000، وهي روايتها الأولى.
- نخب اكتمال القمر (مجموعة قصصية): الهيئة العامة لقصور الثقافة، 1997.
- دنيا صغيرة (مجموعة قصصية): الهيئة المصرية العامة للكتاب، 1992.
- النورس (مجموعة قصصية): الهيئة المصرية العامة للكتاب، 1989، وهي مجموعتها القصصية الأولى.

### كتب أطفال
- المقص العجيب (كتاب قطر الندى)، الهيئة العامة لقصور الثقافة، 2007.
- الكمبيوتر الحزين (كتاب العربى للأطفال)، 2005.
- عصفور أنا (كتاب للأطفال)، الهيئة المصرية العامة للكتاب، 2002.
- سر القطة الغامضة (مجموعة قصصية)، دار الهلال، 2001.

### ترجمات للأطفال
- حواديت شعبية من بلاد مختلفة (مجموعة قصص مترجمة)، الهيئة المصرية العامة للكتاب، 2009.
- انطلق (مختارات من الشعر الفرنسى للأطفال)، المجلس الأعلى للثقافة (المشروع القومى للترجمة)، 2005.

## الجوائز
- جائزة «أدب الحرب» عن رواية نوافذ زرقاء (1998)
- ميدالية ذهبية في مؤتمر تكريم المرأة المصرية في مجال الأدب في دار الأوبرا المصرية (2008)